# American Identity Movement
American Identity Movement, wcześniej jako Identity Evropa – amerykańska organizacja neonazistowska promująca białą supremację. Założona przez Nathana Damigo w marcu 2016.    
Organizacja została zaliczona przez Ligę Antydefamacyjną jako promująca białą supremację, a także jest oznaczona przez Southern Poverty Law Center jako grupa nienawiści.

## Opis
Przywódcy i członkowie Identity Evropa, tacy jak były lider Elliot Kline, wychwalają nazistowskie Niemcy i otwarcie nalegają na to, co określają mianem „Nazifikacji Ameryki”. Popularne hasło białej supremacji, „Nie zamienisz nas”, pochodzi od grupy.  
Próbując zwiększyć liczbę swoich członków, Identity Evropa zaczęło współpracować z szerszym ruchem białych nacjonalistów, alt-right czy ruchami indentytarystycznymi, a także skupiać swoją aktywność na kampusach uniwersyteckich, gdzie próbują rozpowszechniać slogany na ulotkach, plakatach i nalepkach. Jest to jedna z kilku grup, które przyczyniły się do szybkiego wzrostu białego nacjonalizmu w USA od 2015. 
W marcu 2018 ogłoszono, że grupa odnotowuje gwałtowne spadki liczby członków. Podobna sytuacja została zaobserwowana w innych prawicowych zrzeszeniach, co przypisywane było powszechnemu sprzeciwowi publicznemu przeciwko neonazizmowi oraz białej supremacji od wiecu w Charlottesville w 2017. W marcu 2019 wyciekło ponad 770 000 wiadomości członków Identity Evropa z komunikatora Discord, czego dokonała lewicowa organizacja non-profit – Unicorn Riot. Ówczesny lider grupy  – Patrick Casey przemianował organizację na American Identity Movement. 
W 2020, podczas protestów po śmierci George’a Floyda, w serwisie społecznościowym Twitter duże kontrowersje wzbudził profil @ANTIFA_US, który w treści wysyłanych tweetów nawoływał do używania przemocy m.in. wobec białych zamożnych ludzi. Jeden z zamieszczonych tweetów był aktywnie komentowany w mediach społecznościowych i służył jako argument o szerokim zaangażowaniu Antify w protesty. Niedługo po tym okazało się jednak, że konto było w rzeczywistości prowadzone przez Identity Evropa. Administracja Twittera wydała oświadczenie, w którym powiadomiła o zawieszeniu konta, a także poinformowała, że już wcześniej zawieszała konta prowadzone przez tę grupę, m.in. z powodu szerzenia nienawiści ze względu na rasę, religię czy orientację seksualną.